# Ленинский (Тихорецкий район)
Ле́нинский — хутор в Тихорецком районе Краснодарского края России. Входит в состав Хопёрского сельского поселения.

## Население
| 2002 | 2010 |
| ---- | ---- |
| 188  | ↘156 |

## Улицы
- ул. Ленина,
- ул. Советская[4].